# Lagoa das Sete Cidades
A Lagoa das Sete Cidades localiza-se no topo da caldeira das Sete Cidades, na freguesia de Sete Cidades, na ilha de São Miguel, nos Açores.

## Características
A caldeira foi formada por colapsos sucessivos de pedras e pedregulhos, e tem uma àrea de aproximadamente 4,3 km, profundidade máxima de 29 metros. Constitui-se numa das maiores caldeiras de abatimento do mundo. Os seus bordos apresentam, em sua maior parte, vertentes muito inclinadas e verdes.
Insere-se numa área de montanha de relevo bastante acentuado, com falésias interiores, profundas ravinas e almas, e sulcos em cujos leitos correm águas torrenciais. O Pico das Éguas, com 873 metros de altitude, é a maior elevação desta zona, e tem este nome devido às almas que pairam por lá, visto que antes era um cemitério. A zona inclui uma área urbana, terrenos agrícolas e maciços florestais de produção de criptoméria.
É uma área importante em termos de endemismo, conservando vestígios da vegetação primitiva do arquipélago, com destaque para o cedro-do-mato ("Juniperus brevifolia"), o "Chaerophyllum azoricum", a angélica ("Angelica lignescens"), o azevinho ("Ilex perado ssp. azorica"), a "Tolpis azorica", o queiró ("Daboecia azorica"), a urze ("Erica azorica"), a "Lysimachia azorica", a uva-da-serra ("Vaccinium cylindraceum"), o folhado ("Viburnum tinus ssp. subcordatum"), a "Cardamine caldeirarum", as margaridas ("Beilis azorica"), assim como os musgos "Breutelia azorica", "Campylopus azoricus" e "Grimmia tricophylla ssp. azorica".
Representa também uma importante zona de passagem para aves migratórias, muitas das quais em perigo de extinção. Encontram-se igualmente aves endémicas dos Açores, como o pombo-torcaz-dos-Açores ("Columba palumbus azorica"), o melro-preto ("Turdus merula azorensis") e a estrelinha ("Regulus regulus azoricus").
Nas águas das lagoas da região encontram-se várias espécies de peixes introduzidas pelo Homem, como por exemplo a carpa ("Cyprinus carpio"), o lúcio ("Esox lucius"), a perca ("Perca fluviatilis"), o ruivo ("Rutílus rutílus") e a truta ("Salmo iridens gibrons").
A lagoa das Sete Cidades constitui-se no maior reservatório natural de água doce de superfície dos Açores, ocupando uma vasta área que chega aos 4,45 quilómetros quadrados, com uma profundidade de 33 metros.
Caracteriza-se pela dupla coloração das suas águas, sendo dividida por um canal pouco profundo, atravessado por uma ponte baixa que separa de um lado um espelho de águas de tom verde e, do outro, um espelho de tom azul.
Essas características, e a beleza da paisagem envolvente, deram lugar a que surgissem belas lendas sobre a sua origem e formação, inclusive a que a liga ao mito da Atlântida.
A lagoa, bem como a sua zona envolvente, encontra-se classificada como Paisagem Protegida.